# Ehemalige Polizeiwache Cuxhaven
Die Ehemalige Polizeiwache Cuxhaven in Cuxhaven, Deichstraße 13a, stammt vom Ende des 19. Jahrhunderts.

Sie wird aktuell (2020) für Wohnungen und Büros genutzt.
Das Gebäude steht unter Denkmalschutz und ist in der Liste der Baudenkmale in Cuxhaven enthalten.

## Geschichte
Die Deichstraße wurde benannt nach dem ursprünglichen Verlauf am westlichen Hafenobdeich. Rund zehn Häuser sind hier denkmalgeschützt.
Das zweigeschossige verputzte Gebäude von 1898 aus der Epoche des Historismus mit Sockelgeschoss, dem seitlichen Giebelflügel mit Loggien und Eingang und dem Krüppelwalmdach mit Giebelspitzen war die Alte Polizeiwache. Markant sind aus Wesersandstein die Tür- und Fensterumrahmungen (Faschen), das dekorative Dreieck mit einer stilisierten Muschel und das Hamburger Wappen oben im Giebel.
Nachdem die Polizei auszog (heute Werner-Kammann-Straße 8) war hier einige Jahrzehnte bis 2003 der Sitz des Ordnungsamts. Das dann privatisierte Haus wurde umfangreich saniert und wird heute (2020) für Wohnungen, Ferienwohnung und Büros genutzt. 
Die Gebäude Deichstraße 4, 5 bis 8, 9, 10 , 12A, 20 und 40 stehen auch unter Denkmalschutz, für Nr. 12 wurde der Denkmalschutz aufgehoben.